# Vakaga
Vakaga is een van de prefecturen in het noordoosten van de Centraal-Afrikaanse Republiek. Er wonen ongeveer 38.000 mensen, en de hoofdstad is Birao. De extreem lage bevolkingsdichtheid (minder dan 1 persoon per km²) komt vooral door slavenhandel via Soedan in de tweede helft van de 19e eeuw. In 2007 vonden gevechten plaats tussen rebellen (UFDR) en regeringstroepen.
Bamingui-Bangoran · Basse-Kotto · Haute-Kotto · Haut-Mbomou · Kémo · Lobaye · Mambéré-Kadéï · Mbomou · Nana-Mambéré · Ombella-M'Poko · Ouaka · Ouham · Ouham-Pendé · Vakaga